# Ochrophyta
Las ocrofitas (Ochrophyta o Stramenochromes) son un grupo de algas estramenopilas (Stramenopiles). La denominación Ochrophyta deriva de ocre en alusión al color promedio amarillo pardo. El grupo fue identificado filogenéticamente en 1986 con el nombre Ochrista y consta a su vez de varios grupos de algas unicelulares (como diatomeas y crisofíceas), y un solo grupo de algas multicelulares (algas pardas o feofíceas), que en las clasificaciones tradicionales aparecían como grupos separados. 
De acuerdo con el genoma nuclear, este grupo está filogenéticamente relacionado con Pseudofungi (pseudohongos) y a Bigyra dentro de Stramenopiles, y como ellos posee generalmente dos flagelos diferentes, insertos lateralmente, uno liso y el otro cubierto de pelos tubulares o pleuronemático llamado mastigonema.
Por otro lado, de acuerdo el genoma plastidial, los plastos tienen su relación más cercana con Haptophyta, con quien comparte la presencia de las clorofilas a, c1, c2, c3, β-caroteno y xantofilas como diatoxantina y fucoxantina, además de tener afinidades en la estructura de los tilacoides.

## Reproducción
En las algas unicelulares lo más frecuente es la bipartición. En las más complejas hay fragmentación o formación de propágulos. La reproducción sexual tiene lugar por medio de células flageladas con ciclos haploides, diploides y haplo-diploides.

## Clasificación y filogenia
Análisis filogenéticos del ADNr (subunidades mayor y menor), ARNr 18S, multiproteico y genoma plastidial, han dado gran sustento a la división en dos líneas principales de Ochrophyta:
- Diatomista. Agrupa al importante grupo de las diatomeas, silicoflagelados y otros grupos. Son algas unicelulares o coloniales que viven en aguas dulces, marinas y en el suelo, constituyendo una parte importante del plancton. Esta agrupación se caracteriza por la reducción del aparato flagelar y por la presencia de clorofila c3.

- Chrysista. Es un grupo grande que habitan en el mar, agua dulce o suelo que tienen la característica de poser un aparato flagelar más complejo. Algunos son heterótrofos, pero la mayor parte comprende algas unicelulares o coloniales y el grupo multicelular Phaeophyceae.

Se considera que la filogenia aún no está consensuada, pues en los diferentes análisis filogéneticos han resultado dos posibles dicotomías:
|  | Khakista    |
|  |             |
|  | Hypogyrista |
|  |             |

| Limnista | \| \| Eustigmista \| \| \| \| \| \| Phagochrysia \| \| \| \| |
|          | \| \| Eustigmista \| \| \| \| \| \| Phagochrysia \| \| \| \| |
|          | Marista                                                      |
|          |                                                              |
|          | Eustigmista                                                  |
|          |                                                              |
|          | Phagochrysia                                                 |
|          |                                                              |

|  | Eustigmista  |
|  |              |
|  | Phagochrysia |
|  |              |

|  | Khakista    |
|  |             |
|  | Hypogyrista |
|  |             |

| Limnista | \| \| Eustigmista \| \| \| \| \| \| Phagochrysia \| \| \| \| |
|          | \| \| Eustigmista \| \| \| \| \| \| Phagochrysia \| \| \| \| |
|          | Marista                                                      |
|          |                                                              |
|          | Eustigmista                                                  |
|          |                                                              |
|          | Phagochrysia                                                 |
|          |                                                              |

|  | Eustigmista  |
|  |              |
|  | Phagochrysia |
|  |              |

|  | Khakista    |
|  |             |
|  | Hypogyrista |
|  |             |

| Limnista | \| \| Eustigmista \| \| \| \| \| \| Phagochrysia \| \| \| \| |
|          | \| \| Eustigmista \| \| \| \| \| \| Phagochrysia \| \| \| \| |
|          | Marista                                                      |
|          |                                                              |
|          | Eustigmista                                                  |
|          |                                                              |
|          | Phagochrysia                                                 |
|          |                                                              |

|  | Eustigmista  |
|  |              |
|  | Phagochrysia |
|  |              |

|  | Khakista    |
|  |             |
|  | Hypogyrista |
|  |             |

| Limnista | \| \| Eustigmista \| \| \| \| \| \| Phagochrysia \| \| \| \| |
|          | \| \| Eustigmista \| \| \| \| \| \| Phagochrysia \| \| \| \| |
|          | Marista                                                      |
|          |                                                              |
|          | Eustigmista                                                  |
|          |                                                              |
|          | Phagochrysia                                                 |
|          |                                                              |

|  | Eustigmista  |
|  |              |
|  | Phagochrysia |
|  |              |

|  | Eustigmista                                              |
|  |                                                          |
|  | \| \| Phagochrysia \| \| \| \| \| \| Marista \| \| \| \| |
|  |                                                          |
|  | Phagochrysia                                             |
|  |                                                          |
|  | Marista                                                  |
|  |                                                          |

|  | Phagochrysia |
|  |              |
|  | Marista      |
|  |              |

|  | Eustigmista                                              |
|  |                                                          |
|  | \| \| Phagochrysia \| \| \| \| \| \| Marista \| \| \| \| |
|  |                                                          |
|  | Phagochrysia                                             |
|  |                                                          |
|  | Marista                                                  |
|  |                                                          |

|  | Phagochrysia |
|  |              |
|  | Marista      |
|  |              |

|  | Eustigmista                                              |
|  |                                                          |
|  | \| \| Phagochrysia \| \| \| \| \| \| Marista \| \| \| \| |
|  |                                                          |
|  | Phagochrysia                                             |
|  |                                                          |
|  | Marista                                                  |
|  |                                                          |

|  | Phagochrysia |
|  |              |
|  | Marista      |
|  |              |

|  | Eustigmista                                              |
|  |                                                          |
|  | \| \| Phagochrysia \| \| \| \| \| \| Marista \| \| \| \| |
|  |                                                          |
|  | Phagochrysia                                             |
|  |                                                          |
|  | Marista                                                  |
|  |                                                          |

|  | Phagochrysia |
|  |              |
|  | Marista      |
|  |              |

|  | Eustigmista                                              |
|  |                                                          |
|  | \| \| Phagochrysia \| \| \| \| \| \| Marista \| \| \| \| |
|  |                                                          |
|  | Phagochrysia                                             |
|  |                                                          |
|  | Marista                                                  |
|  |                                                          |

|  | Phagochrysia |
|  |              |
|  | Marista      |
|  |              |

|  | Eustigmista                                              |
|  |                                                          |
|  | \| \| Phagochrysia \| \| \| \| \| \| Marista \| \| \| \| |
|  |                                                          |
|  | Phagochrysia                                             |
|  |                                                          |
|  | Marista                                                  |
|  |                                                          |

|  | Phagochrysia |
|  |              |
|  | Marista      |
|  |              |

|  | Eustigmista                                              |
|  |                                                          |
|  | \| \| Phagochrysia \| \| \| \| \| \| Marista \| \| \| \| |
|  |                                                          |
|  | Phagochrysia                                             |
|  |                                                          |
|  | Marista                                                  |
|  |                                                          |

|  | Phagochrysia |
|  |              |
|  | Marista      |
|  |              |

|  | Eustigmista                                              |
|  |                                                          |
|  | \| \| Phagochrysia \| \| \| \| \| \| Marista \| \| \| \| |
|  |                                                          |
|  | Phagochrysia                                             |
|  |                                                          |
|  | Marista                                                  |
|  |                                                          |

|  | Phagochrysia |
|  |              |
|  | Marista      |
|  |              |

- Diatomista y Chrysista. En este esquema Khakista + Hypogyrista (agrupados en Diatomista) se separa del resto de los grupos (agrupados en Chrysista). Diatomista se caracteriza por realizar únicamente el ciclo diatoxantina-diadinoxantina (ciclo D-D), mientras que Chrysista realiza también el ciclo violaxantina-anteraxantina (ciclo V-A).[10][11] A su vez, Chrysista puede subdividirse en Limnista, que comprende organismos principalmente de agua dulce y Marista, principalmente marinos[12][13][14]

- Khakista y Phaeista. En este esquema, Khakista se separa del resto de los grupos, que se agrupan en Phaeista, a menudo en un esquema jerárquico. Khakista se caracteriza por la reducción del aparato flagelar, mientras que en Phaeista el aparato flagelar es complejo.

## Origen
El análisis genético plastidial ha determinado que la primera alga ocrofita se originó por simbiogénesis entre una célula heterótrofa estramenopila de vida libre (un biflagelado probablemente del tipo Bikosea) con un alga criptofita endosimbionte del cual hereda pigmentos tales como las clorofilas c1 y c2. La similitud entre los plastos ocrófitos con los haptófitos se debería a que a su vez Haptophyta se origina por simbiogénesis con un alga ocrofita (endosimbiosis seriada). La simbiogénesis relacionada con el origen de la fototrofía en Ochrophyta podría estar relacionada con Pseudofungi, ya que la presencia de celulosa podría deberse a genes plastidiales adquiridos por transferencia genética horizontal desde plastos que se habrían perdido secundariamente.

## Galería

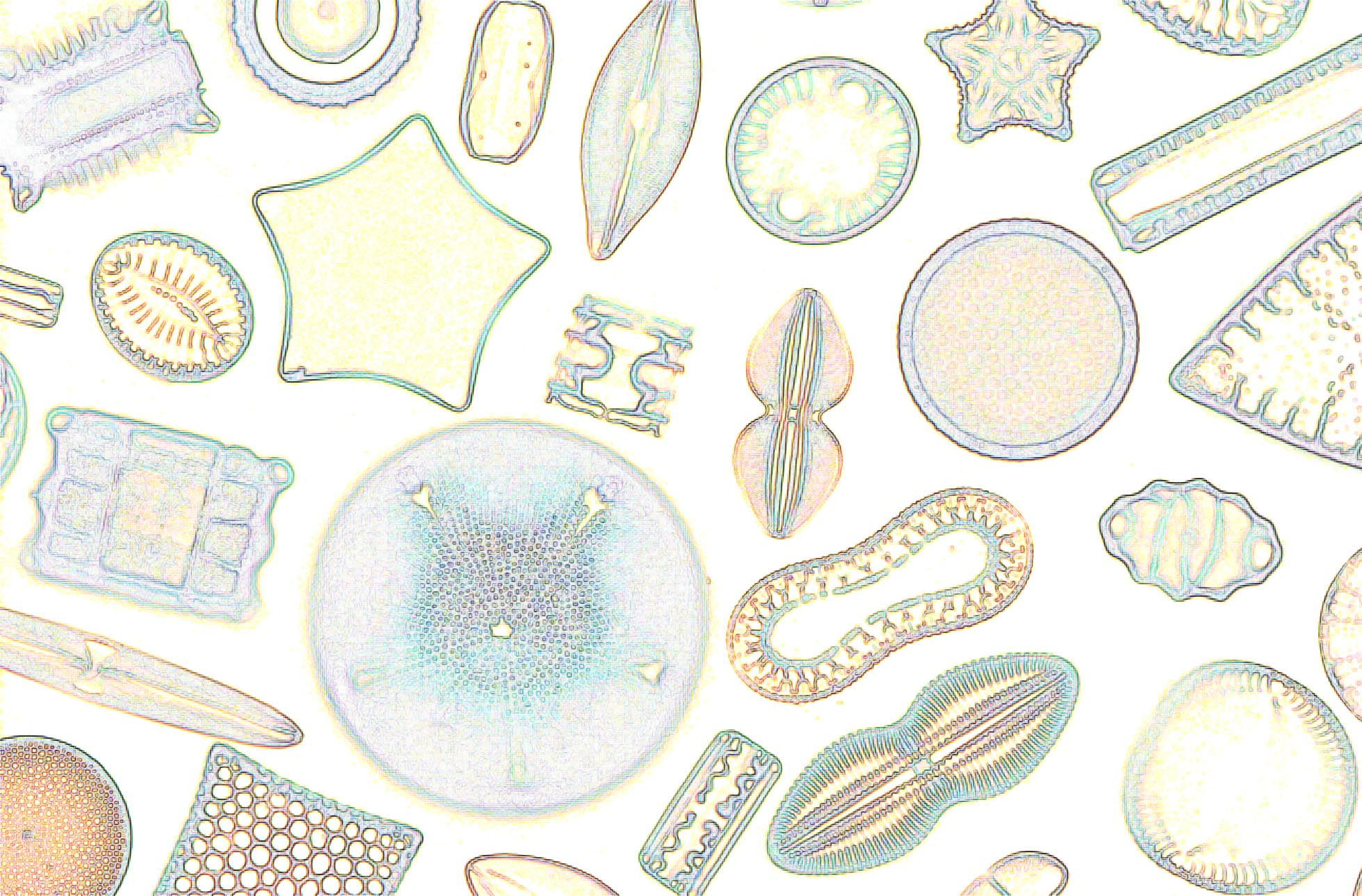
Diatomeas (Khakista)
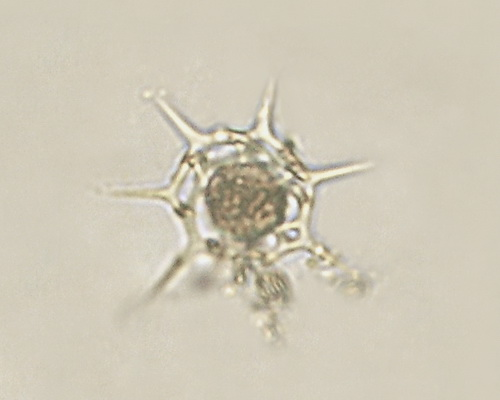
Silicoflagelado Dictyocha (Hypogyrista)
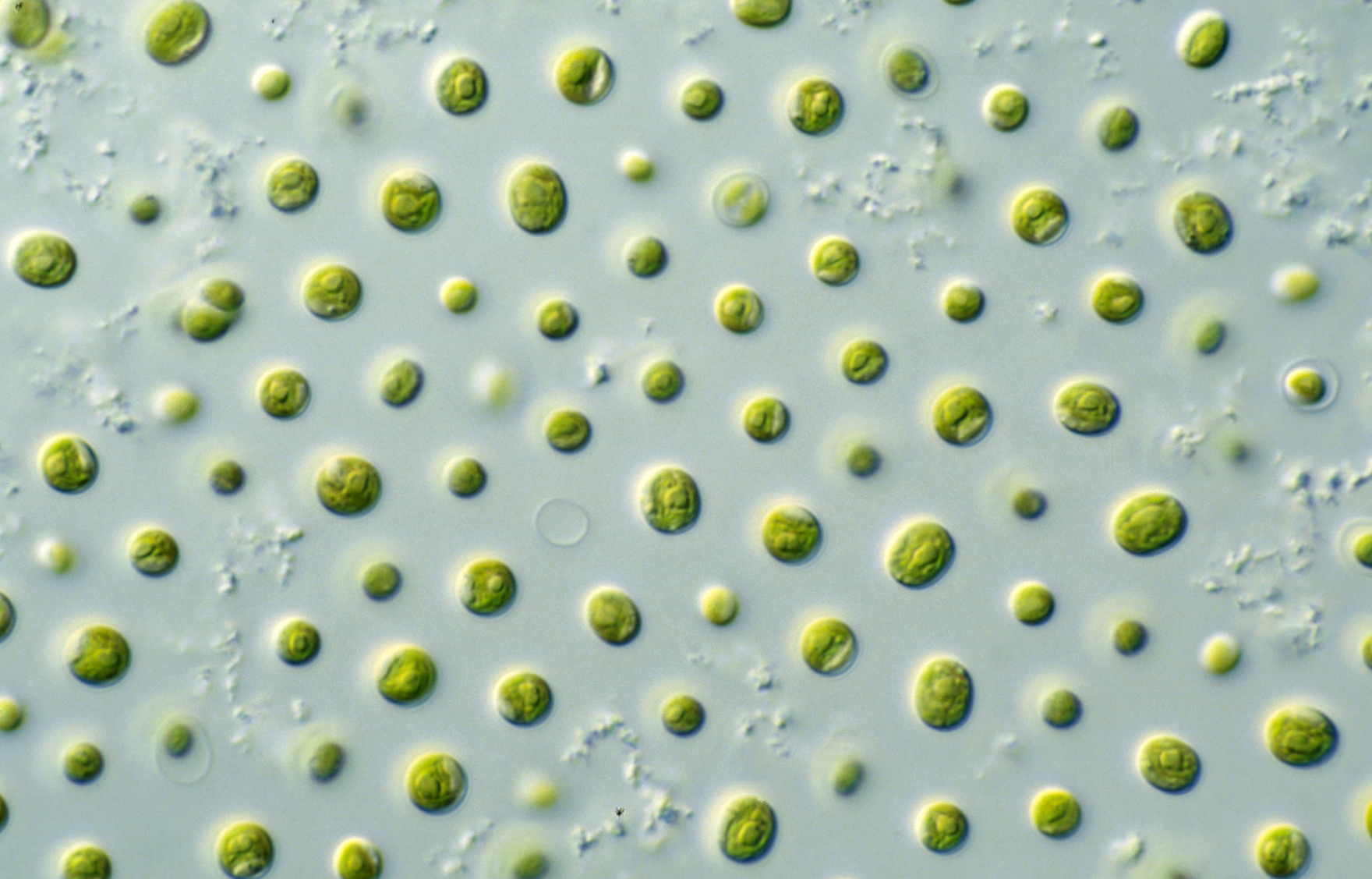
Nannochloropsis (Eustigmatophyceae, Eustigmista)
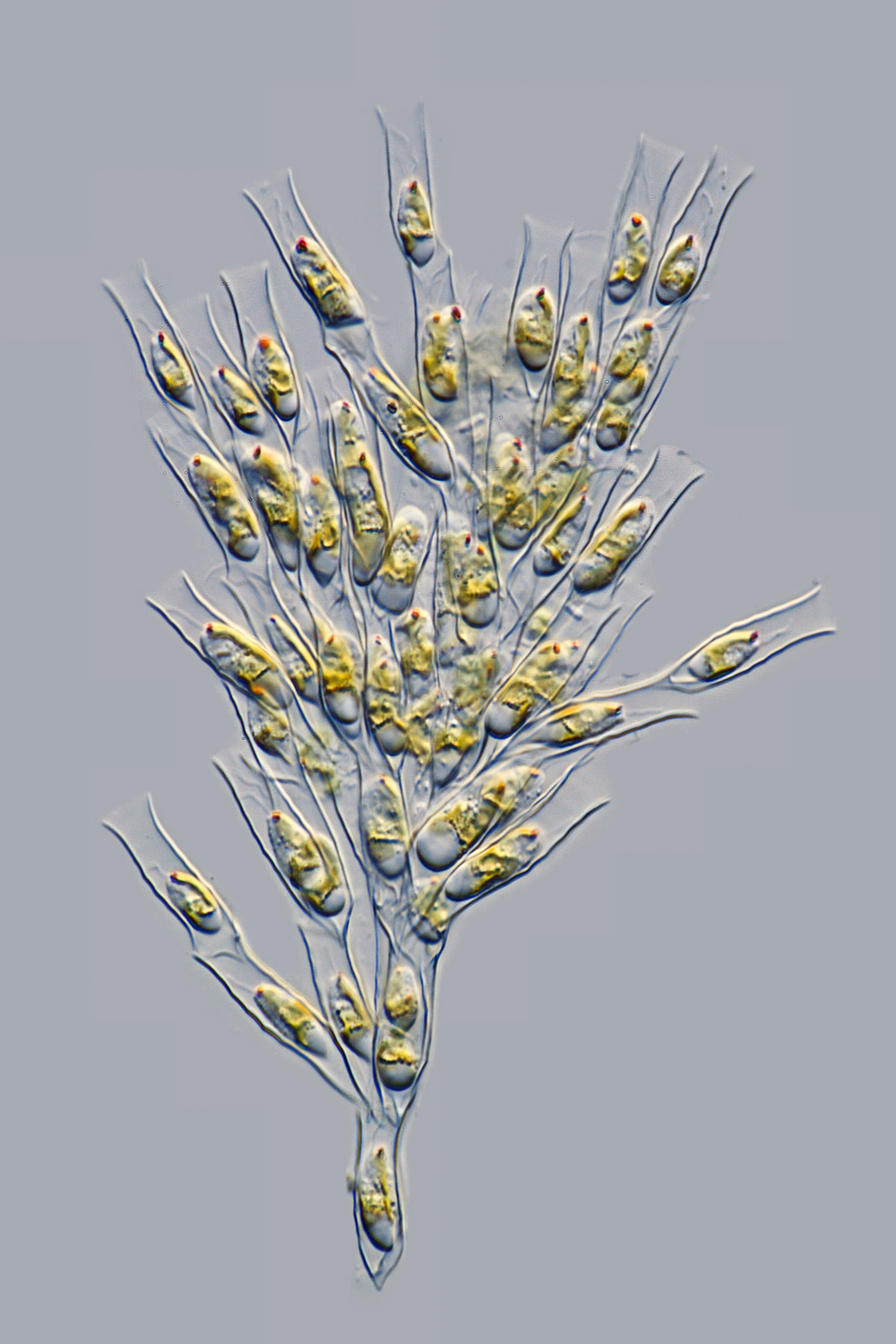
Colonia de algas doradas Dinobryon (Phagochrysia)
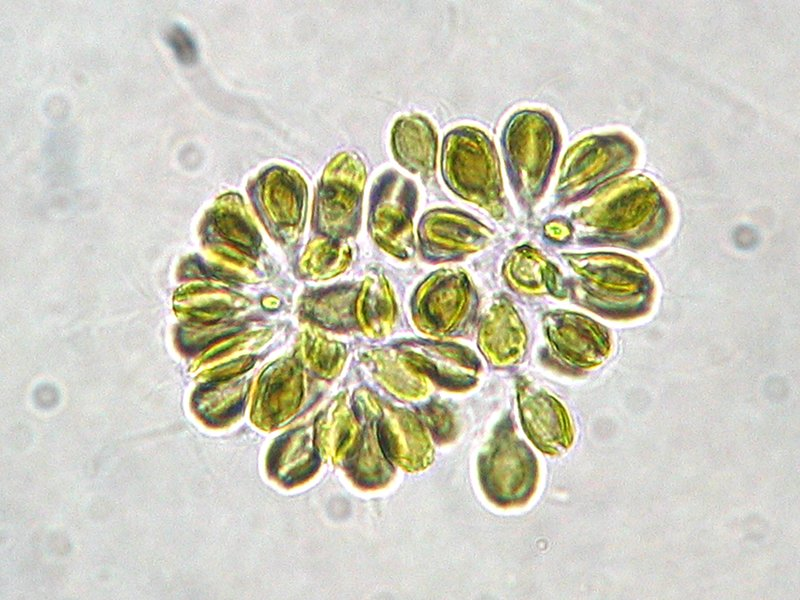
Synura, colonia de algas verde-amarillas (Marista)
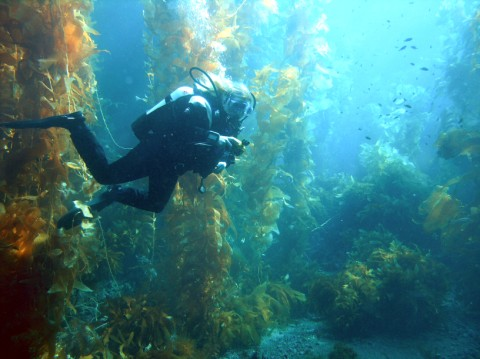
Bosque de kelp de California (Marista)